# Cylindracheta campbellii
Cylindracheta campbellii is een rechtvleugelig insect uit de familie Cylindrachetidae. De wetenschappelijke naam van deze soort is voor het eerst geldig gepubliceerd in 1837 door Gray.